# Kukawka kalifornijska
Kukawka kalifornijska, kukawka srokata (Geococcyx californianus) – gatunek dużego ptaka z rodziny kukułkowatych (Cuculidae). Występuje w południowo-zachodniej i południowo-środkowej części Stanów Zjednoczonych oraz w Meksyku. Słabo lata, większość życia spędza na ziemi, potrafi bardzo szybko biegać.

## Systematyka
Obecnie gatunek ten uznawany jest za monotypowy. Proponowano wyróżnienie podgatunku G. c. dromicus, który miałby obejmować populację występującą od stanu Teksas w USA do stanów Nuevo León i Veracruz w Meksyku.

## Morfologia
Długość ciała 50–62 cm (wraz z ogonem), rozpiętość skrzydeł 43–61 cm. Masa ciała 221–538 g.
Charakterystyczną cechą są mocne nogi, których 2 palce skierowane są ku przodowi, a 2 do tyłu, co ułatwia szybkie bieganie w otwartym terenie. Ubarwienie białobrązowe. Na głowie czubek. W sezonie lęgowym za okiem niebiesko-czerwony pasek nagiej skóry.

## Ekologia i zachowanie
Zamieszkuje tereny pustynne i półpustynne.
Charakterystyczna jest zdolność kukawki do obniżania temperatury ciała w czasie zimnych nocy. Popada wówczas w stan odrętwienia, oszczędzając w ten sposób energię. Żyje w parach.

### Rozmnażanie
Gniazdo zakłada w gęstwinie pustynnych krzewów lub w kępach kaktusów. Samiec kukawki kalifornijskiej w porze lęgowej zajmuje rewir i wabi głosem samicę. Jego „śpiew” składa się z serii „kuu-kuu”. Potem samiec przynosi partnerce pożywienie, które zjeść może jednak dopiero po parzeniu. Zazwyczaj samica składa 3–7 białych jaj, które wysiaduje przez ok. 18 dni. Sporadycznie składa jaja do gniazd innych ptaków (tzw. pasożytnictwo lęgowe), np. kruka zwyczajnego czy przedrzeźniacza północnego. Pisklęta wykluwają się stopniowo. Potomstwem opiekują się oboje rodzice. Młode opuszczają gniazdo 18–21 dni po wykluciu, choć jeszcze przez pewien czas są karmione przez rodziców (do 30–40 dni od wyklucia).

### Pożywienie
Poluje na małe gryzonie, jaszczurki, węże (w tym grzechotniki), skorpiony, owady, pareczniki i ptaki. Jest bardzo zwinnym i wytrwałym myśliwym. Ponieważ niemal nie lata, zazwyczaj chwyta zdobycz na ziemi i wykorzystuje w tym celu umiejętność szybkiego biegania.

## Status
Międzynarodowa Unia Ochrony Przyrody (IUCN) uznaje kukawkę kalifornijską za gatunek najmniejszej troski (LC – Least Concern) nieprzerwanie od 1988 roku. W 2019 roku organizacja Partners in Flight szacowała liczebność populacji lęgowej na 1,4 miliona osobników, a jej trend oceniła jako wzrostowy.